# Morotsdvärgspindel
Morotsdvärgspindel (Gongylidium rufipes) är en spindelart som först beskrevs av Carl von Linné 1758.  Morotsdvärgspindel ingår i släktet Gongylidium och familjen täckvävarspindlar. Arten är reproducerande i Sverige. Inga underarter finns listade i Catalogue of Life.